# Włodzimierz Kosiński (dziennikarz)
Włodzimierz Kosiński (ur. 2 kwietnia 1935 w Będzinie, zm. 5 stycznia 2008 w Opolu) – polski dziennikarz, redaktor naczelny „Trybuny Opolskiej”, działacz komunistyczny i społeczny.

## Życiorys
Pochodził z Będzina. Jego ojciec pracował jako stolarz i należał do Komunistycznej Partii Polski, matka pracowała w cegielni. Po II wojnie światowej wraz z rodziną zamieszkał w Prudniku. Ojciec Kosińskiego był tamże pełnomocnikiem rządu do spraw reformy rolnej. W Prudniku Kosiński ukończył szkołę podstawową, a w 1953 I Liceum Ogólnokształcące im. Adama Mickiewicza w Prudniku, gdzie był przewodniczącym zarządu szkolnego Związku Młodzieży Polskiej. Pracował na wydziale farbiarni w Zakładach Przemysłu Bawełnianego „Frotex”. Prowadził drużynę harcerską przy szkole podstawowej w Białej. Od 1955 należał do PZPR. Odbył studia w ZSRR na Wydziale Historycznym Moskiewskiego Uniwersytetu im. Łomonosowa. W 1958 powrócił do Prudnika, gdzie w Komitecie Powiatowym PZPR kierował ośrodkiem propagandy partyjnej i poświęcał się pracy z młodzieżą.
W 1962 wstąpił do Związku Młodzieży Socjalistycznej. Pracował jako przewodniczący Zarządu Wojewódzkiego ZMS w Opolu, kierując działalnością organizacji w środowiskach robotniczych i szkolnych na Opolszczyźnie. W 1965 przeszedł do pracy w Komitecie Wojewódzkim PZPR. Jeszcze w czasach szkolnych współpracował z „Trybuną Robotniczą”. Od 1952 był współpracownikiem „Trybuny Opolskiej”, a w styczniu 1971 został redaktorem naczelnym gazety. Z poręczenia organizacji młodzieżowej był delegatem na IV Zjazd PZPR, a w 1986 – delegatem z Prudnika na X Zjazd.
W latach 80. XX wieku Kosiński zezwalał na drukowanie w „Trybunie Opolskiej” artykułów dziennikarzy związanych z „Solidarnością”. Był on krytykowany za „robienie gazety antypartyjnej” i sponsorowanie „pełzającej kontrrewolucji”. Kosiński był autorem kontrowersyjnego artykułu na łamach „Tygodnika Powszechnego”, w którym stanął w obronie Edmunda Osmańczyka.
Rolę redaktora naczelnego „Trybuny Opolskiej” pełnił do 31 maja 1990. W następnych latach pracował w redakcyjnym archiwum. Był wiceprezesem oddziału wojewódzkiego Stowarzyszenia Współpracy Polska-Wschód i członkiem Stowarzyszenia Dziennikarzy Rzeczypospolitej Polskiej. Uczestniczył w pracach organizacji takich jak Towarzystwo Przyjaciół Dzieci, Polski Czerwony Krzyż, Liga Obrony Kraju, Związek Nauczycielstwa Polskiego.
Zmarł 5 stycznia 2008 w wieku 72 lat w wyniku długotrwałej choroby. Został pochowany na cmentarzu komunalnym w Opolu-Półwsi.

## Odznaczenia
- Złoty Krzyż Zasługi[1]
- Krzyż Kawalerski Orderu Odrodzenia Polski[1]
- Krzyż Oficerski Orderu Odrodzenia Polski[1]